# Stratford (stacja)
Stratford – stacja kolejowa, metra i Docklands Light Railway (DLR) zlokalizowana na terenie London Borough of Newham. W systemie londyńskiej komunikacji miejskiej, jest zaliczana do trzeciej strefy biletowej. By odróżnić tę stację od stacji Stratford-upon-Avon nazywana jest często Stratford (London), natomiast by odróżnić ją od pobliskiej Stratford International, nazywana jest Stratford Regional.

## Kolej
Kolejowa część stacji jest obecnie obsługiwana przez trzech przewoźników. W sieci London Overground stacja stanowi wschodni kraniec linii North London Line. Pociągi firmy c2c stają tu na trasie z dworca Liverpool Street do Grays (połączenie to realizowane jest po jednej z odnóg linii London, Tilbury and Southend Railway). Stacja leży też na liniach Great Eastern Main Line, Shenfield Metro i Lea Valley Lines, które obsługuje National Express East Anglia. 

## Metro i DLR
Przez stację przechodzą dwie linie metra londyńskiego. Jako pierwsza została tu dociągnięta Central Line, której pociągi zatrzymują się na stacji od 1946 roku. W 1999 stacja stała się też wschodnim krańcem Jubilee Line. Ze stacji korzystają też składy DLR, której perony zostały otwarte w 1987 roku.